# 力矩馬達
力矩馬達是一種極數較多的特殊馬達，可以在馬達低速甚至堵轉（即轉子無法轉動）時仍能持續運轉，不會造成馬達的損壞。而在這種工作模式下，馬達可以提供穩定的力矩給負載（故名為力矩馬達）。力矩馬達也可以提供和運轉方向相反的力矩（剎車力矩）。

## 結構

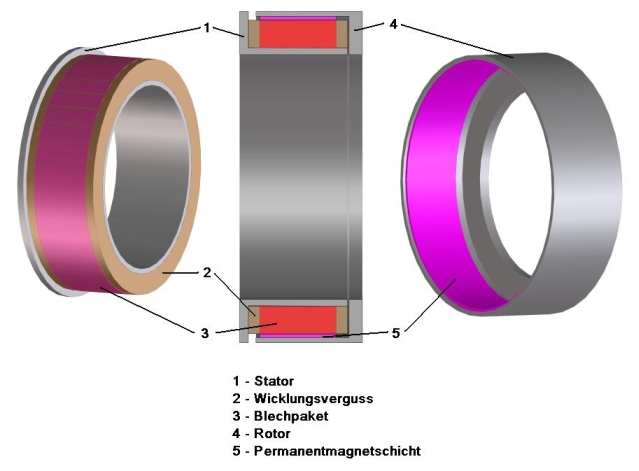
簡化的力矩馬達結構，是外轉子設計的永磁直流無刷馬達

力矩馬達可以視為是經過力矩最佳化後的馬達。力矩馬達和一般馬達的差異是允許很高的轉矩，其散熱性能也很好，因此在馬達堵轉，大電流輸出的條件下也可以正常工作。
力矩馬達一般會用直流無刷馬達來設計，但有時也會用切換磁阻馬達、感應馬達。因為力矩馬達沒有概念上的標準，因此有時會稱為低速馬達或是高轉矩馬達。
力矩馬達結構為甜甜圈形，分為轉子在外圈，定子在內圈的外轉子馬達，以及定子在外圈，轉子在內圈的內轉子馬達。因為相同尺寸下，外轉子可以產生較大的力矩，因此力矩馬達比較常用外轉子馬達。
有些力矩馬達只能在特定角度範圍內工作，無法旋轉一圈，這種力矩馬達稱為限制角度力矩馬達（limited angle torque motor）或搖擺馬達（swing motor）。也有線性馬達考慮將類似力矩馬達的特性引入線性馬達中。

## 應用
力矩馬達常見的應用是在磁帶機的供帶及收帶馬達。在這類應用中，馬達需要的電壓不高，但這類馬達的特性會使磁帶上有相對穩定的張力，不受讀寫頭是否有接近磁帶的影響。若提供較高的電壓，其轉矩也比較大，力矩馬達可以在沒有齒輪及離合器的情形下進行快速的前進或倒帶。在電力遊戲的領域中，力矩馬達常用來驅動動力回授的方向盤。
另一個常見的應用是用在內燃機的節流閥中，連接电子调速器。此應用中，馬達會連接一個返回彈簧，配合调速器的輸出調整節流閥。调速器依點火系統磁性檢出元件產生的脈波來監控速度，依速度來微幅調整給馬達的電流，若引擎比理想速度要慢，電流會增加，馬達會產生力矩，抵抗返回彈簧的施力，打開節流閥。若引擎運轉太快，调速器會減少給馬達的電流，返回彈簧施力，關閉節流閥。
在一些無法配合減速機構的場合，也可以用力矩馬達做為直接驅動機構的致動器，例如運動控制系統或是伺服系統。